# Źródło Harcerza

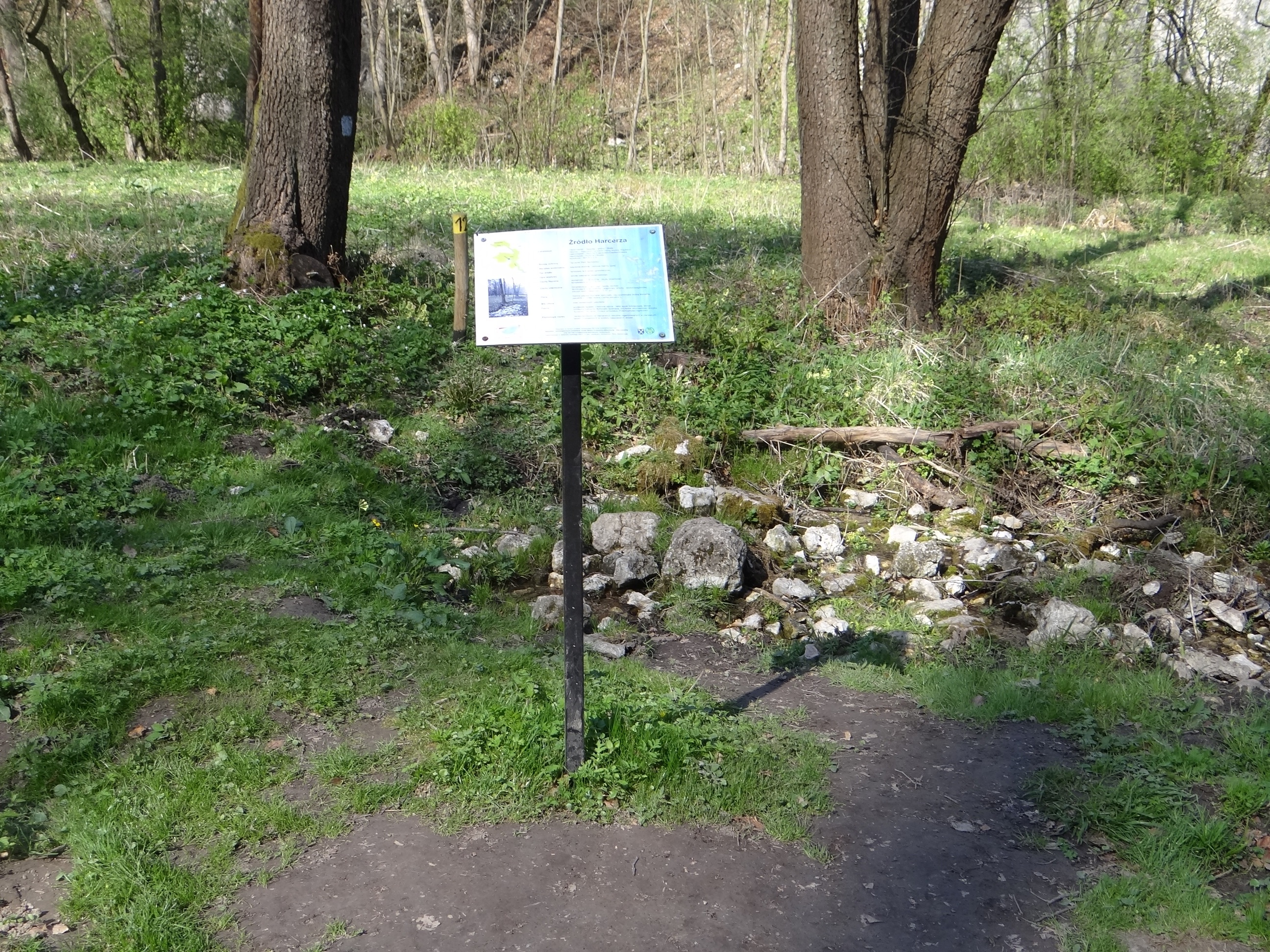

Źródło Harcerza – źródło w Dolinie Sąspowskiej w Ojcowskim Parku Narodowym, w pobliżu wylotu wąwozu Jamki. Znajduje się na łące przy szlaku turystycznym w dolnej części doliny, na dużym i płaskim rozszerzeniu jakie dno doliny tworzy w tym miejscu. Nazwa źródła pochodzi od tego, że dawniej przez jakiś czas na łące tej istniały obozy harcerskie.
Źródło znajduje się na wysokości 345 m n.p.m. Zamontowano przy nim tablicę informacyjną. Jest to źródło terasowe, spływowe, o wydajności 1-10,3 l/s i temperaturze wody 8,3 °C. Mineralizacja wynosi 420 mg/l (jest to więc woda słodka), nie stwierdzono w niej żadnej flory bakteryjnej, ani innych mikroorganizmów. Wokół źródła rośnie manna gajowa (Glyceria nemoralis), niezapominajka błotna (Myosotis palustris) i knieć błotna (Caltha palustris), w wodach odpływowych żyją: wypławek alpejski (Crenobia alpina) będący reliktem epoki lodowcowej, ślimaki źródlarka karpacka (Bythinella austriaca) i przytulnik strumieniowy (Ancylus fluviatilis) oraz chruściki Drusus annulatus i Potamophylax nigricornis.
W dolinie Sąspówki jest kilka źródeł zasilających Sąspówkę. Oprócz Źródła Harcerza są to: Źródło Ruskie, Źródło Filipowskiego i Źródło spod Graba.